# Starrcade 2000
Starrcade (2000) fu l'ultima edizione del pay-per-view Starrcade prodotto dalla World Championship Wrestling (WCW); si tenne il 17 dicembre 2000 presso l'arena MCI Center di Washington D.C.
Il main event dello show fu il match tra Scott Steiner e Sid Vicious con in palio il WCW World Heavyweight Championship. Poco tempo dopo la vittoria del titolo da parte di Steiner a Mayhem, il precedente evento pay-per-view, Vicious venne scelto come sfidante al titolo a Starrcade. Il feud tra i due proseguì fino a Sin, l'evento successivo, dove un grave infortunio costrinse Vicious a ritirarsi dal wrestling. Altri incontri notevoli svoltisi all'evento furono il tag team match tra Perfect Event e Insiders per i WCW World Tag Team Championship ed il No Holds Barred match tra Lex Luger e Goldberg.
Questa fu l'ultima edizione dell'evento ad essere organizzata e prodotta dalla WCW. Nel 2000, la federazione era in forte declino, avendo subito perdite per 62 milioni di dollari nel solo anno in questione. La WCW venne quindi messa in vendita sull'orlo della bancarotta, e fu acquistata in toto dalla WWF il 23 marzo 2001. Non tutti i wrestler sotto contratto con la WCW accettarono il passaggio di proprietà, e Scott Steiner fu uno di questi.

## Risultati
| N. | Risultati | Stipulazione                                                   | Durata |
| -- | --- | -------------------------------------------------------------- | ------ |
| 1  | 3 Count (Shane Helms & Shannon Moore) sconfiggono The Jung Dragons (Kaz Hayashi & Yun Yang) (con Leia Meow) e Evan Karagias & Jamie Knoble          | Ladder match                                                   | 13:49  |
| 2  | Lance Storm (con Elix Skipper & Major Gunns) sconfigge Ernest Miller (con Ms. Jones)                                                                | Single match                                                   | 07:25  |
| 3  | Terry Funk sconfigge Crowbar (c) (con Daffney) | Hardcore match per il WCW Hardcore Championship                | 10:21  |
| 4  | Big Vito & Reno (con Marie) contro KroniK (Brian Adams & Bryan Clark) termina in no contest                                                         | Tag team match                                                 | 08:18  |
| 5  | Mike Awesome sconfigge Bam Bam Bigelow | Ambulance match                                                | 07:56  |
| 6  | Gen. Rection (c) sconfigge Shane Douglas per squalifica                                                                                             | Single match per il WCW United States Heavyweight Championship | 09:46  |
| 7  | The Harris Brothers (Don Harris & Ron Harris) e Jeff Jarrett sconfiggono The Filthy Animals (Billy Kidman, Konnan & Rey Mysterio Jr.) (con Tygress) | Bunkhouse Brawl                                                | 12:31  |
| 8  | The Insiders (Diamond Dallas Page & Kevin Nash) sconfiggono The Perfect Event (Chuck Palumbo & Shawn Stasiak) (c)                                   | Tag team match per i WCW World Tag Team Championship           | 12:04  |
| 9  | Goldberg sconfigge Lex Luger | No Holds Barred match                                          | 07:17  |
| 10 | Scott Steiner (c) (con Midajah) sconfigge Sid Vicious                                                                                               | Single match per il WCW World Heavyweight Championship         | 10:12  |